# Christian Vogt (Schriftsteller)
Christian Vogt (* 30. Oktober 1979 in Mechernich, Kreis Euskirchen) ist ein deutscher Autor und Physiker. Er ist Rollenspieldesigner und verfasst Fantasy- und Science-Fiction-Literatur und historische Romane.

## Leben
Vogt wurde im Ortsteil Kommern der Stadt Mechernich geboren. Nach dem Abitur studierte Vogt Physik an der RWTH Aachen und promovierte im Bereich Geophysik/Geothermie. 2012 erschien zusammen mit seiner Frau Judith C. Vogt sein erster Roman Die zerbrochene Puppe im Verlag Feder & Schwert, der das Steampunk-Franchise Eis & Dampf begründete und 2013 den Deutschen Phantastik Preis in der Hauptkategorie „Bester deutschsprachiger Roman“ erhielt. Als Herausgeber der dazugehörigen Anthologie Eis und Dampf erhielt Vogt ein Jahr später erneut den Deutschen Phantastik Preis, diesmal in der Kategorie „Beste Original-Anthologie“. Der zweite Roman Die verlorene Puppe stand auf der Longlist, Wasteland auf der Shortlist des Phantastik-Literaturpreises Seraph.
Die Fantasy-Trilogie Die 13 Gezeichneten erschien zwischen 2018 und 2020 bei Bastei Lübbe. 2019 erschien mit Wasteland sein erster Science-Fiction-Roman, 2020 folgte bei Ach je Ace in Space, der Roman zum erfolgreichen Rollenspiel-Crowdfunding Aces in Space. 2021 erschien seine Novelle Ace in Space –Trident ebenfalls bei Ach je. 
Ebenfalls mit Judith C. Vogt schrieb er den historischen Zweiteiler Eburonenlied über den Gallischen Krieg zwischen Maas, Rhein und Mosel.
Im Rollenspielbereich schrieb er Abenteuer und Quelltexte im Rahmen des Schwarzen Auges. Eis & Dampf, Scherbenland und Aces in Space sind eigene Rollenspielsettings. Scherbenland erhielt 2018 den Deutschen Rollenspielpreis.
Vogt gehört wie auch seine Frau zu den 13 Gründungsmitgliedern des Phantastik-Autoren-Netzwerkes (PAN). Im Februar 2020 erklärten die beiden ihren Austritt aus dem Netzwerk.
Vogt wohnt mit seiner Familie in Aachen und arbeitet hauptberuflich als Physiker.

## Auszeichnungen (mit Judith C. Vogt)
- 2013 Deutscher Phantastik Preis für Die zerbrochene Puppe[4]
- 2014 Deutscher Phantastik Preis für Eis und Dampf[5]
- 2015 Nominierung zum Hombuch-Preis für Eis und Dampf
- 2016 Phantastik-Literaturpreis Seraph Longlist-Nominierung für Die verlorene Puppe
- 2018 Deutscher Rollenspielpreis in der Kategorie Zubehör für Scherbenland[6]
- 2020 Phantastik-Literaturpreis Seraph Shortlist-Nominierung für Wasteland

## Werke (Auswahl)

### Romane mit Judith C. Vogt
- Die zerbrochene Puppe. Feder und Schwert, Köln 2012, ISBN 978-3-86762-156-4.
- Die verlorene Puppe. Feder und Schwert, Köln 2016, ISBN 978-3-86762-275-2.
- Schwertbrüder – Eburonenlied I. Ammianus, Aachen 2013, ISBN 978-3-9815774-2-6.
- Verbranntes Land – Eburonenlied II. Ammianus, Aachen 2014, ISBN 978-3-9815774-7-1.
- Die 13 Gezeichneten. Bastei Lübbe, Bastei Lübbe, Köln 2018, ISBN 978-3-404-20892-0.
- Die 13 Gezeichneten – Die Verkehrte Stadt. Bastei Lübbe, Köln 2019, ISBN 978-3-404-20934-7.
- Die 13 Gezeichneten – Der Krumme Mann der Tiefe. Bastei Lübbe, Köln 2020, ISBN 978-3-404-20892-0
- Wasteland. Droemer Knaur, München 2019, ISBN 978-3-426-52391-9.
- Ace in Space. Ach Je Verlag, Berlin 2020, ISBN 978-3-947720-47-7.
- Ich, Hannibal, Piper, München, 2024, ISBN 978-3-492-70658-2.

### Novellen
- Mutter-Entität. Vogt&Vriends, Aachen 2020.
- Ace in Space – Trident. Ach je, Berlin 2021, ISBN 978-3-947720-76-7.

### Rollenspiele
- Eis & Dampf, Uhrwerk, Köln, 2015, ISBN  978-3958670198
- Scherbenland, Self-Publishing, Aachen, 2017[7]
- Aces in Space, Rollenspielklöppelei im Ach Je Verlag, Berlin 2020, ISBN 978-3948691004

### Mitarbeit an
- Legenden aus Dunklen Zeiten. Ulisses, Waldems 2012, ISBN 978-3-86889-182-9 .
- Eis & Dampf: Eine Steampunk-Anthologie. Feder und Schwert, Köln 2013, ISBN 978-3-86762-200-4 .
- Krieger. Torsten Low, 2013, ISBN 978-3-940036-21-6.
- Karl – Geschichten eines Großen. Ammianus, Aachen 2014, ISBN 978-3-9815774-6-4.
- Roll Inclusive – Diversity und Repräsentation im Pen&Paper-Rollenspiel. Köln 2019, ISBN 978-3-86762-405-3.